# Primera División 1951/52
Die Primera División 1951/52 war die 21. Spielzeit der höchsten spanischen Fußballliga. Sie startete am 9. September 1951 und endete am 13. April 1952.

## Vor der Saison
- Als Titelverteidiger ging der vierfache Meister Atlético Madrid ins Rennen. Letztjähriger Vizemeister wurde der FC Sevilla.
- Aufgestiegen aus der Segunda División sind Real Gijón, Real Saragossa, Atlético Tetuán und UD Las Palmas.

## Vereine
| Verein              | Stadt         | Stadion               |
| ------------------- | ------------- | --------------------- |
| CF Barcelona        | Barcelona     | Camp de Les Corts     |
| Español Barcelona   | Barcelona     | Estadi Sarrià         |
| Atlético Bilbao     | Bilbao        | Estadio San Mamés     |
| Real Gijón          | Gijón         | El Molinón            |
| Deportivo La Coruña | La Coruña     | Estadio Riazor        |
| UD Las Palmas       | Las Palmas    | Estadio Insular       |
| Real Madrid         | Madrid        | Estadio de Chamartín  |
| Atlético Madrid     | Madrid        | Estadio Metropolitano |
| Real Santander      | Santander     | Estadio El Sardinero  |
| Real Sociedad       | San Sebastián | Estadio de Atotxa     |
| Real Saragossa      | Saragossa     | Estadio de Torrero    |
| FC Sevilla          | Sevilla       | Estadio de Nervión    |
| Atlético Tetuán     | Tetuán        | Stade Saniat Rmel     |
| FC Valencia         | Valencia      | Estadio Mestalla      |
| Real Valladolid     | Valladolid    | Estadio José Zorrilla |
| Celta Vigo          | Vigo          | Estadio Balaídos      |

## Abschlusstabelle
| Pl. | Verein              | Sp. | S  | U  | N  | Tore    | Quote | Punkte |
| --- | ------------------- | --- | -- | -- | -- | ------- | ----- | ------ |
| 1.  | CF Barcelona (P)    | 30  | 19 | 5  | 6  | 092:430 | 2,14  | 43:17  |
| 2.  | Atlético Bilbao     | 30  | 17 | 6  | 7  | 078:460 | 1,70  | 40:20  |
| 3.  | Real Madrid         | 30  | 16 | 6  | 8  | 079:500 | 1,58  | 38:22  |
| 4.  | Atlético Madrid (M) | 30  | 16 | 5  | 9  | 080:570 | 1,40  | 37:23  |
| 5.  | FC Valencia         | 30  | 15 | 5  | 10 | 068:510 | 1,33  | 35:25  |
| 6.  | FC Sevilla          | 30  | 14 | 4  | 12 | 069:570 | 1,21  | 32:28  |
| 7.  | Español Barcelona   | 30  | 14 | 4  | 12 | 069:620 | 1,11  | 32:28  |
| 8.  | Real Valladolid     | 30  | 9  | 11 | 10 | 047:430 | 1,09  | 29:31  |
| 9.  | Celta Vigo          | 30  | 12 | 3  | 15 | 064:660 | 0,97  | 27:33  |
| 10. | Real Sociedad       | 30  | 11 | 4  | 15 | 060:590 | 1,02  | 26:34  |
| 11. | Deportivo La Coruña | 30  | 10 | 5  | 15 | 046:700 | 0,66  | 25:35  |
| 12. | Real Saragossa (N)  | 30  | 10 | 5  | 15 | 054:730 | 0,74  | 25:35  |
| 13. | Real Gijón (N)      | 30  | 10 | 5  | 15 | 049:750 | 0,65  | 25:35  |
| 14. | Real Santander      | 30  | 9  | 7  | 14 | 045:650 | 0,69  | 25:35  |
| 15. | UD Las Palmas (N)   | 30  | 9  | 4  | 17 | 036:850 | 0,42  | 22:38  |
| 16. | Atlético Tetuán (N) | 30  | 7  | 5  | 18 | 051:850 | 0,60  | 19:41  |

Platzierungskriterien: 1. Punkte – 2. Direkter Vergleich  – 3. Torquotient – 4. geschossene Tore
| (M) | amtierender Meister              |
| (P) | amtierender Pokalsieger          |
| (N) | Neuaufsteiger der letzten Saison |

## Kreuztabelle
| 1951/52             | CF Barcelona | Atlético Bilbao | Real Madrid |     | FC Valencia |     | Español Barcelona | Real Valladolid | Celta Vigo | Real Sociedad | Deportivo La Coruña | Real Saragossa | Real Gijón | Real Santander | UD Las Palmas | Atlético Tetuán |
| ------------------- | ------------ | --------------- | ----------- | --- | ----------- | --- | ----------------- | --------------- | ---------- | ------------- | ------------------- | -------------- | ---------- | -------------- | ------------- | --------------- |
| CF Barcelona        |              | 1:0             | 4:2         | 5:2 | 1:3         | 5:3 | 2:0               | 0:0             | 6:1        | 3:1           | 6:1                 | 4:1            | 9:0        | 7:1            | 7:0           | 3:2             |
| Atlético Bilbao     | 0:3          |                 | 1:1         | 7:3 | 2:0         | 2:0 | 2:1               | 1:0             | 4:2        | 4:1           | 4:1                 | 10:1           | 4:2        | 0:1            | 7:0           | 3:1             |
| Real Madrid         | 5:1          | 2:2             |             | 2:1 | 3:1         | 5:2 | 6:1               | 2:0             | 4:1        | 0:0           | 3:2                 | 2:1            | 5:1        | 2:0            | 5:1           | 4:2             |
| Atlético Madrid     | 1:1          | 1:2             | 3:2         |     | 4:0         | 2:1 | 3:3               | 1:1             | 2:1        | 3:1           | 3:1                 | 2:1            | 7:3        | 7:2            | 4:0           | 8:0             |
| FC Valencia         | 2:2          | 2:3             | 2:1         | 3:0 |             | 2:0 | 4:1               | 3:0             | 7:2        | 4:0           | 3:0                 | 2:2            | 3:0        | 1:1            | 3:0           | 5:1             |
| FC Sevilla          | 3:0          | 2:0             | 4:1         | 3:1 | 6:1         |     | 3:2               | 4:1             | 3:1        | 2:2           | 2:0                 | 2:1            | 3:3        | 5:0            | 5:0           | 3:2             |
| Español Barcelona   | 1:0          | 3:3             | 4:3         | 3:1 | 2:3         | 4:3 |                   | 3:0             | 0:2        | 4:1           | 3:1                 | 4:0            | 3:0        | 4:1            | 2:0           | 4:1             |
| Real Valladolid     | 1:1          | 2:2             | 2:1         | 1:1 | 1:2         | 2:1 | 1:3               |                 | 3:0        | 4:1           | 5:0                 | 1:0            | 4:1        | 1:1            | 4:1           | 3:0             |
| Celta Vigo          | 1:2          | 4:1             | 3:2         | 0:3 | 1:1         | 2:0 | 3:3               | 2:1             |            | 3:1           | 6:1                 | 4:1            | 4:1        | 3:0            | 5:2           | 7:0             |
| Real Sociedad       | 4:2          | 1:4             | 3:1         | 6:1 | 1:2         | 3:3 | 3:0               | 3:1             | 4:1        |               | 7:1                 | 2:0            | 1:2        | 1:1            | 3:0           | 1:0             |
| Deportivo La Coruña | 1:1          | 3:1             | 1:1         | 1:3 | 3:2         | 1:1 | 3:1               | 1:1             | 3:0        | 2:1           |                     | 2:1            | 4:1        | 2:1            | 3:1           | 2:3             |
| Real Saragossa      | 2:4          | 2:4             | 1:1         | 0:5 | 4:2         | 3:0 | 5:6               | 2:1             | 3:2        | 3:2           | 1:1                 |                | 2:1        | 1:0            | 6:0           | 3:1             |
| Real Gijón          | 3:2          | 1:1             | 2:3         | 0:2 | 2:0         | 4:0 | 3:1               | 1:1             | 1:1        | 2:1           | 0:2                 | 2:2            |            | 3:2            | 4:1           | 3:1             |
| Real Santander      | 0:3          | 3:1             | 0:3         | 2:2 | 2:1         | 3:1 | 1:0               | 2:2             | 3:0        | 2:4           | 3:1                 | 2:2            | 1:2        |                | 4:0           | 4:0             |
| UD Las Palmas       | 0:2          | 1:1             | 1:4         | 1:3 | 5:3         | 1:0 | 1:0               | 1:1             | 2:1        | 1:0           | 3:2                 | 4:2            | 2:0        | 1:1            |               | 4:1             |
| Atlético Tetuán     | 2:5          | 1:2             | 3:3         | 4:1 | 1:1         | 3:4 | 3:3               | 2:2             | 2:1        | 3:1           | 2:0                 | 0:1            | 3:1        | 5:1            | 2:2           |                 |

### Relegation
| Pl. | Verein           | Sp. | S | U | N | Tore    | Quote | Punkte |
| --- | ---------------- | --- | - | - | - | ------- | ----- | ------ |
| 1.  | CD Mestalla 1    | 10  | 8 | 0 | 2 | 026:110 | 2,36  | 16:40  |
| 2.  | Real Gijón       | 10  | 7 | 1 | 2 | 031:160 | 1,94  | 15:50  |
| 3.  | Real Santander   | 10  | 7 | 1 | 2 | 034:180 | 1,89  | 15:50  |
| 4.  | CD Alcoyano      | 10  | 3 | 0 | 7 | 023:330 | 0,70  | 06:14  |
| 5.  | CD Logroñes      | 10  | 2 | 1 | 7 | 014:250 | 0,56  | 05:15  |
| 6.  | Racing de Ferrol | 10  | 1 | 1 | 8 | 008:330 | 0,24  | 03:17  |

| Relegation       | CD Mestalla | Real Gijón | Real Santander | CD Alcoyano | CD Logroñes | Racing de Ferrol |
| CD Mestalla      |             | 2:2        | 6:1            | 2:0         | 5:1         | 4:0              |
| Real Gijón       | 1:1         |            | 3:0            | 1:2         | 1:0         | 2:1              |
| Real Santander   | 1:0         | 1:1        |                | 3:1         | 2:0         | 10:0             |
| CD Alcoyano      | 2:2         | 3:4        | 4:2            |             | 7:2         | 4:3              |
| CD Logroñes      | 1:1         | 3:2        | 2:0            | 1:0         |             | 1:1              |
| Racing de Ferrol | 1:4         | 1:3        | 3:7            | 1:0         | 2:0         |                  |

## Nach der Saison
- 1. – CF Barcelona – Meister

Absteiger in die Segunda División
- 15. – UD Las Palmas
- 16. – Atlético Tetuán

Aufsteiger in die Primera División
- CD Málaga
- Real Oviedo

## Pichichi-Trophäe
Die Pichichi-Trophäe wird jährlich für den besten Torschützen der Spielzeit vergeben.
| Pl. | Nat.         | Spieler         | Verein       | Tore |
| --- | ------------ | --------------- | ------------ | ---- |
| 1   | Spanien 1945 | Pahiño          | Real Madrid  | 28   |
| 2   | Ungarn 1949  | László Kubala   | CF Barcelona | 26   |
| 3   | Spanien 1945 | César Rodríguez | CF Barcelona | 23   |
| 4   | Spanien 1945 | Hermidita       | Celta Vigo   | 22   |

## Die Meistermannschaft des CF Barcelona
| 1.           | CF Barcelona |
| CF Barcelona | - Tor: Antoni Ramallets (28/-); Juan Zambudio Velasco (2/-) - Abwehr: Gustavo Biosca (30/-); Joaquim Brugué (2/-); Francisco Calvet (11/-); José María Martín (22/-); Joan Segarra (16/-); Josep Seguer (21/1); Joaquín Tejedor (2/-) - Mittelfeld: Luis Aloy (6/3); Andrés Bosch (13/-); Miguel Ferrer (1/-); Marià Gonzalvo (25/3); Nicolae Simatoc (6/-); Miguel Torra (3/1); Jorge Vila Soler (17/10) - Sturm: Emilio Aldecoa (19/2); Estanislao Basora (27/8); Jaime Escudero (3/-); László Kubala (19/26); Eduardo Manchón (21/9); Moreno (3/2); Mateo Nicolau (9/2); César Rodríguez (24/23) - Trainer: Ferdinand Daučík |